# Дзвинячский сельский совет (Залещицкий район)
Дзвинячский сельский совет (укр. Дзвиняцька сільська рада) — входит в состав
Залещицкого района
Тернопольской области
Украины.
Административный центр сельского совета находится в 
с. Дзвиняч.

## Населённые пункты совета
- с. Дзвиняч